# طبعة هنكلمان
طبعة هنكلمان هي طبعة عربية للقرآن الكريم أنتجها عالم اللاهوت البروتستانتي الألماني وباحث الدراسات الإسلامية في علوم الإسلام أبراهام هنكلمان [الإنجليزية] في هامبورغ عام 1694. كانت هذه هي المرة الأولى التي يُطبع فيها القرآن الكريم بالكامل في أوروبا، ولا تزال النسخة الأصلية موجودة في مكتبة فورتمبرغ في شتوتغارت بألمانيا.
تمكن أبراهام هنكلمان [الإنجليزية] من إنتاج هذه الطبعة بسبب ملكيته لستة مخطوطات قرآنية على الأقل، بالإضافة إلى ما يزيد عن مائتي كتاب ومخطوطة شرقية، بما في ذلك أكثر من سبعين كتابًا باللغة العربية وأكثر من خمسين كتابًا باللغة الفارسية.
صدرت طبعة هينكلمان في الأصل تحت العنوان اللاتيني (Al-Coranus s. lex Islamitica Muhammedis, filii Abdallae pseudoprophetae) والذي يُكذب رسالة النبي محمد في عنوانه. وقد قدم هينكلمان مقدمة للنص القرآني بنقد جدلي سجالي للإسلام، وتنتهي الطبعة بقائمة طويلة من الأخطاء للمساعدة في الإشارة إلى أن طبعته كانت بعيدة كل البعد عن كونها خالية من العيوب. وبصرف النظر عن بعض أخطاء الطباعة، فإن مخطط ترقيم الآيات في طبعة هنكلمان لا يتوافق مع مخطط إصدارات القرآن الأخرى، ولم يتبع هنكلمان قراءة واحدة للقرآن. اتخذ أبراهام هنكلمان [الإنجليزية] قرارًا بطباعة النص العربي فقط دون ترجمة إلى أي لغة أوروبية، لعدة أسباب، بما في ذلك أنه ود نقد الكتاب بلغته، ويعتقد أن المسيحيين يجب أن يكونوا على دراية بالكتاب المقدس الإسلامي بلغته الأصلية، ويعتقد أن الكثير من القرآن يمكن فهمه ببساطة، وعلى النقيض من ذلك فإن إنتاج الترجمة ينطوي على جهد لغوي غير متناسب لإنتاجه. كما أن هناك مشكلة أخرى محتملة تحد من قدرة أبراهام هنكلمان [الإنجليزية] في إنتاج الترجمة وهي أنه يمتلك نسخة من تفسير واحد فقط، وهو تفسير الجلالين. ومع ذلك، بعد أربع سنوات، نشر الكاهن الإيطالي مرتشي طبعة ماراشي في باذوة عام 1698، وهذه المرة قد وفر الترجمة والتعليق. ألهم إنتاج هاتين الطبعتين اهتمامًا أوروبيًا جديدًا بالقرآن وتاريخ ترجمته. أتاحت طبعة هنكلمان للباحثين الغربيين الوصول إلى نص قرآني مطبوع لأول مرة، واستُخدمت حتى حلت محلها طبعة فلوجل.

## طالع أيضًا
- الأوروبيين وما أسموه القوانين المحمدية الزائفة
- تاريخ القرآن
- غوستاف ليبرشت فلوجل
- المصحف الأميري